# Grotte d'Ignatievka
La grotte d’Ignatievka (en russe : Игнатьевская пещера) est une grotte calcaire au bord de la rivière Sim dans l'Oural méridional et le territoire du raïon de Katav-Ivanovsk (Russie européenne). Elle se trouve à huit kilomètres du village de Serpievka dépendant administrativement de l'oblast de Tcheliabinsk. Son nom provient du starets Ignace (Ignat en russe) qui y vécut au XIXe siècle. Cette grotte est un monument naturel et dépend depuis 1983 de la réserve naturelle des monts Ilmen.

## Archéologie
La grotte a été déclarée monument archéologique en 1949 sur la recommandation de l'archéologue Salnikov. En 1961, elle a été mise à la liste des monuments naturels de l'oblast et en 1995 de la fédération de Russie.
On a découvert en 1980 une fresque rupestre représentant un personnage avec vingt-huit traits rouges entre les jambes, sans doute pour figurer le cycle menstruel. Des microlithes ont été également découverts à proximité du dessin, ainsi que des restes d'animaux et d'autres fresques représentant des mammouths, des chevaux, des rhinocéros et des symboles cultuels. Des objets de l'âge du fer ont été aussi mis au jour.
Bien que des sources datent ses fresques de l'époque paléolithique, une datation par le carbone 14 des pigments établit que les dessins ont été produits huit mille ans av. J.-C..